# Arado Ar-E 555
 (mars 2020).
Si vous disposez d'ouvrages ou d'articles de référence ou si vous connaissez des sites web de qualité traitant du thème abordé ici, merci de compléter l'article en donnant les références utiles à sa vérifiabilité et en les liant à la section « Notes et références ».
L'Arado E.555 est un bombardier stratégique à long rayon d'action imaginé par la société allemande Arado pendant la Seconde Guerre mondiale en réponse au projet Amerikabomber. La désignation E.555 a été appliquée à une série de concepts d'avions à réaction de différentes tailles, configurations de groupe moteur, d'équipage et de charge d'armes. Aucun modèle n'a dépassé le stade de la planche à dessin et l'ensemble du projet E.555 a été annulé à la fin de 1944.

## Cahier des charges
Le Ministère de l'Air du Reich a fait connaître en 1942 son intérêt pour un bombardier à longue portée pour la Luftwaffe, capable de frapper jusqu'aux États-Unis. Les principaux constructeurs d'avions allemands au début de la Seconde Guerre mondiale ont donc été appelés à présenter des projets, bien avant que les États-Unis n'entrent en guerre. 
Fin 1943, Arado commence la conception de projet indépendants pour un bombardier basé sur le concept d'aile volante. D'autres fabricants tels que Heinkel, Messerschmitt, Focke-Wulf et Junkers travaillaient sur des projets comparables et avaient déjà développé divers prototypes ou modèles d'essai.
Arado avait déjà développé un petit bombardier à réaction à courte portée, l'Arado Ar 234Blitz dont le premier vol a eu lieu en juin 1943.

## Conception
Plusieurs configurations ont été proposées pour obtenir un avion à grande vitesse, à longue portée et capable de transporter une bombe de quatre tonnes. Les projets étaient numérotés I à XI. Le plus frappant est le E.555 I, une aile volante à six turboréacteurs dotée de tourelles défensives télécommandées. 
De toutes les propositions, le trimoteur E.555 VI a la plus grande envergure avec 28,4 m et une distance franchissable (avec réservoirs supplémentaires) de 7 500 km. L'avion devait être propulsé à l'aide d'un turboréacteur BMW 018 à poussée de 34,3kN dont le développement n'était pas achevé en 1944. Deux à six de ces groupes motopropulseurs apparaissaient sur chacun des modèles proposés.